# Drosera brevifolia
Drosera brevifolia (Syn.: Drosera annua, Drosera leucantha) ist eine fleischfressende Pflanzenart aus der Gattung Sonnentau (Drosera) in der Familie der Sonnentaugewächse (Droseraceae).

## Beschreibung
Drosera brevifolia ist eine einjährige, krautige Pflanze, die eine bodenständige Rosette ausbildet. Ihre Blätter sind stiellos sitzend und keilförmig. Der Blütenschaft ist für fleischfressende Pflanzen eher ungewöhnlich kurz (max. 15 cm). Dieser trägt im Frühjahr bis zu 4 kleine weiße oder pinkfarbene Blüten.
Die Pflanze ist auf Feuchtgebiete spezialisiert, welche in den heißen Sommermonaten komplett austrocknen. Sie setzt durch Selbstbefruchtung teilweise schon in der ungeöffneten Blüte Samen an. Nach der Reifung der Samen vertrocknet Drosera brevifolia und stirbt. Die Samen jedoch keimen schon wieder bei den ersten Regenfällen, welche im Herbst einsetzen.
Die Chromosomenzahl beträgt 2n = 20.

## Verbreitung
Drosera brevifolia bewohnt feuchte Standorte wie Moore und Sümpfe. Man findet sie in Nordamerika von Texas bis Florida und nördlich bis nach Virginia. BARTHLOTT et al. (2004) erweitern das Verbreitungsgebiet außerdem auf Kuba, Mexiko, Belize, Brasilien und Uruguay.